# 阿波十郎兵衛屋敷
徳島県立 阿波十郎兵衛屋敷（とくしまけんりつ あわじゅうろうべえやしき）は、徳島県徳島市川内町に位置する人形浄瑠璃「傾城阿波鳴門」で知られる板東十郎兵衛の屋敷跡。とくしま88景に選定。阿波歴史文化道に指定。

## 概要
人形浄瑠璃に使用される木偶人形や資料などを展示しており、阿波人形浄瑠璃の芝居も行われている。徳島県警が企画したオレオレ詐欺防止のために書いた「警醒電話鳴ると～オレオレ詐欺の段」という演目も上演された。
周辺には浄瑠璃人形の総合展示場をしている阿波木偶人形会館がある他、板東十郎兵衛の墓所である宝生寺がある。

## 利用情報
開館時間
- 9:30～17:00（7月～8月は18:00まで）

休館日
- 12月31日～1月3日

入館料
- 一般 - 410円
- 大学・高校生・中学生 - 300円
- 小学生 - 200円

## 実演
施設内の劇場で阿波人形浄瑠璃を毎日上演している。1日2回公演。8月11日-16日は4回公演。平日は録音音源使用で人形座のみ出演、土・日・祝は人形座・大夫・三味線出演。演目は傾城阿波の鳴門「巡礼歌の段」。複数の人形座、太夫、三味線が交替で出演する。

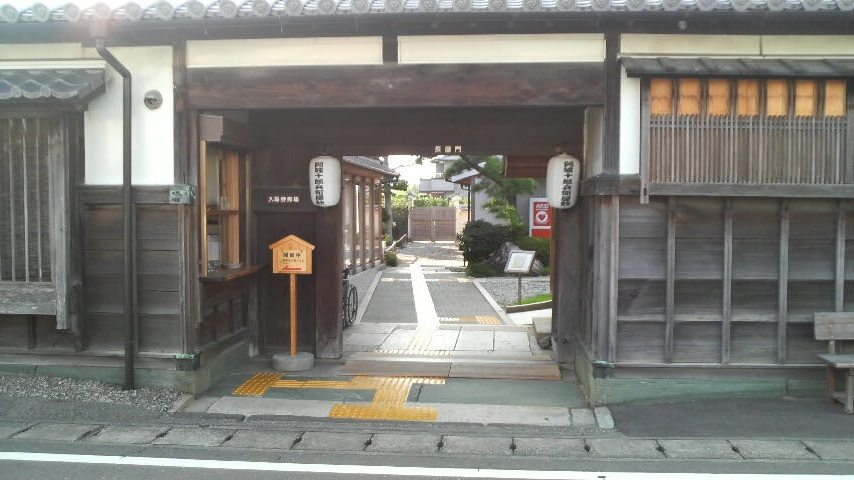
入口
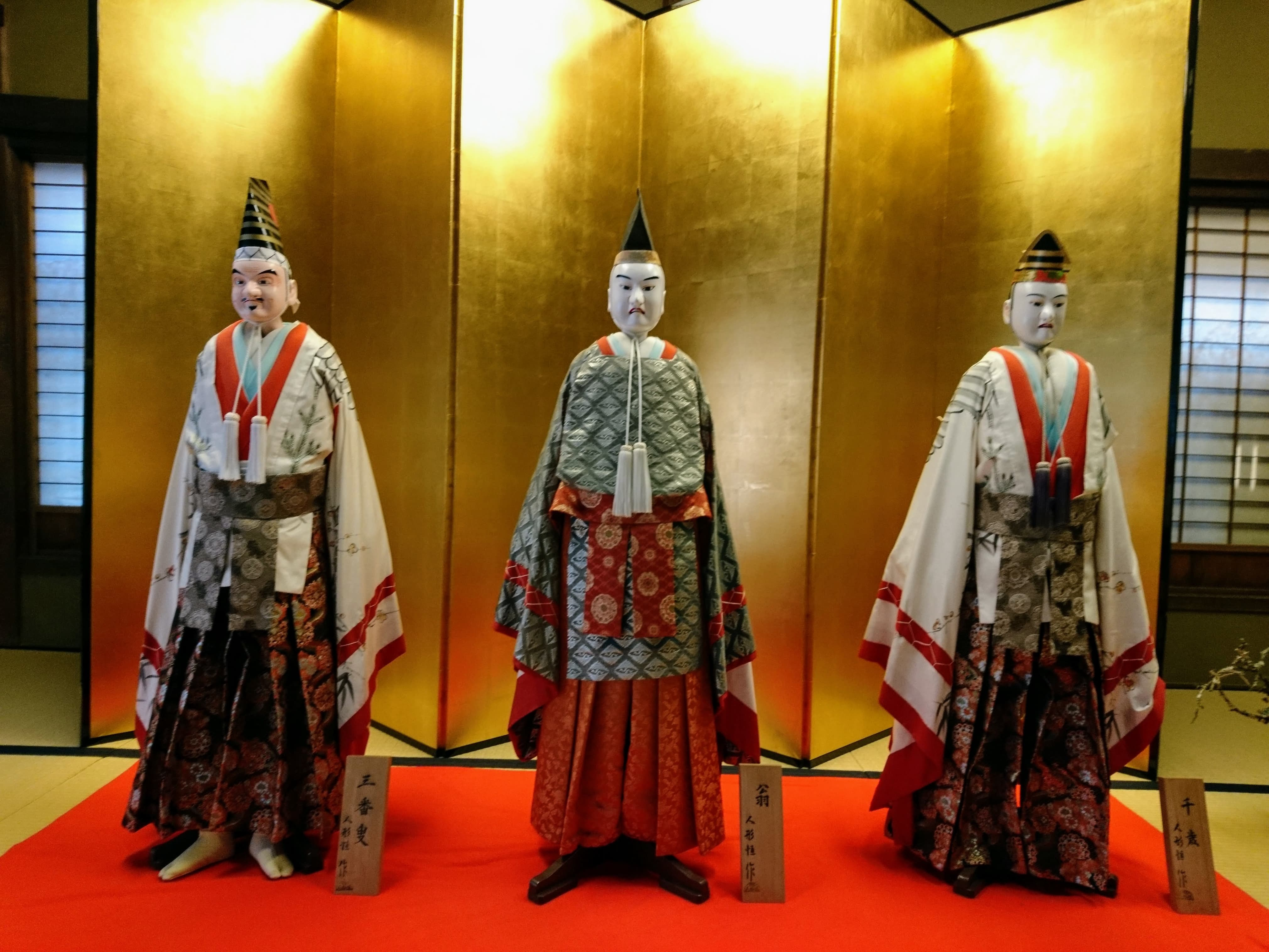
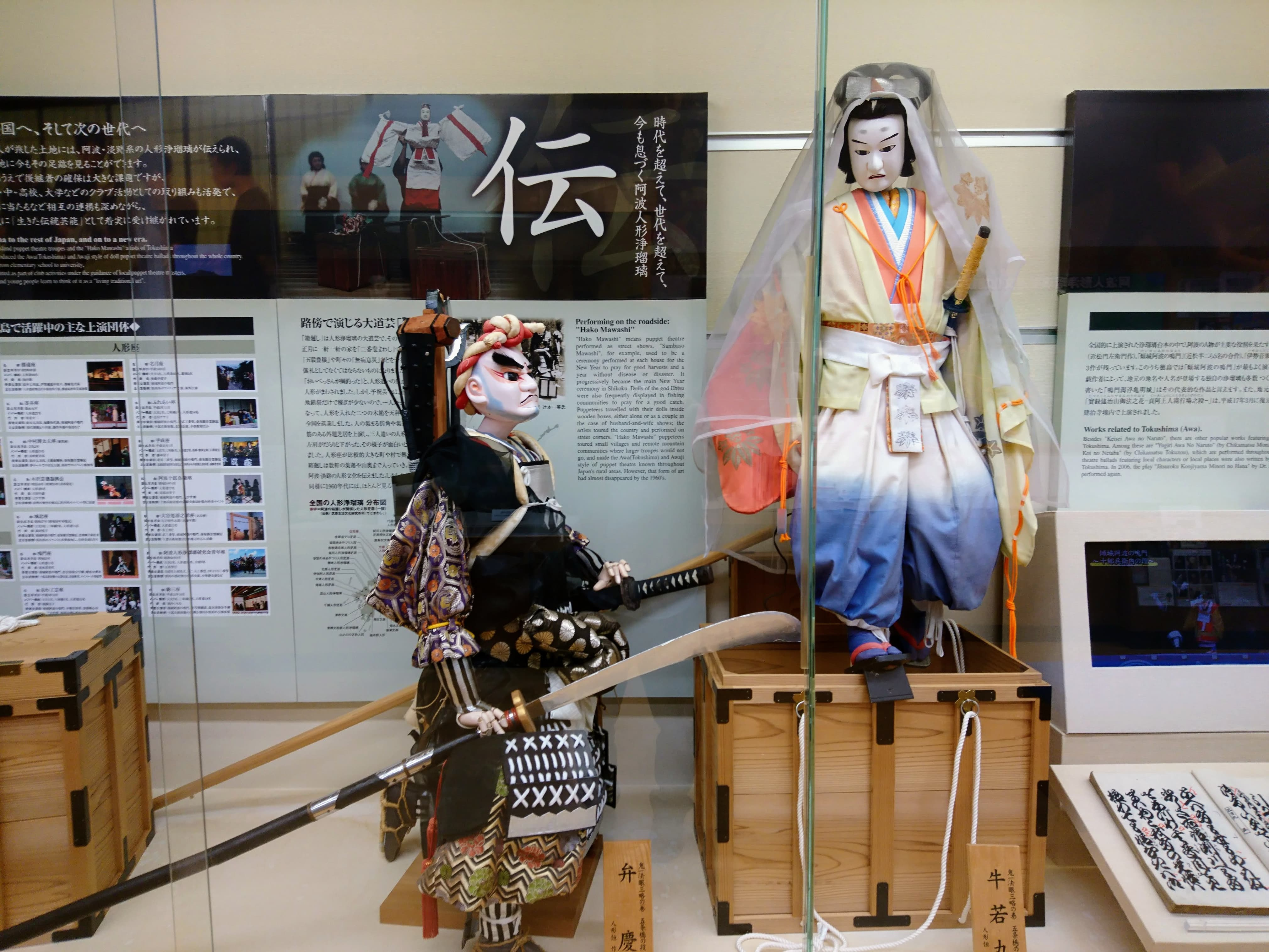
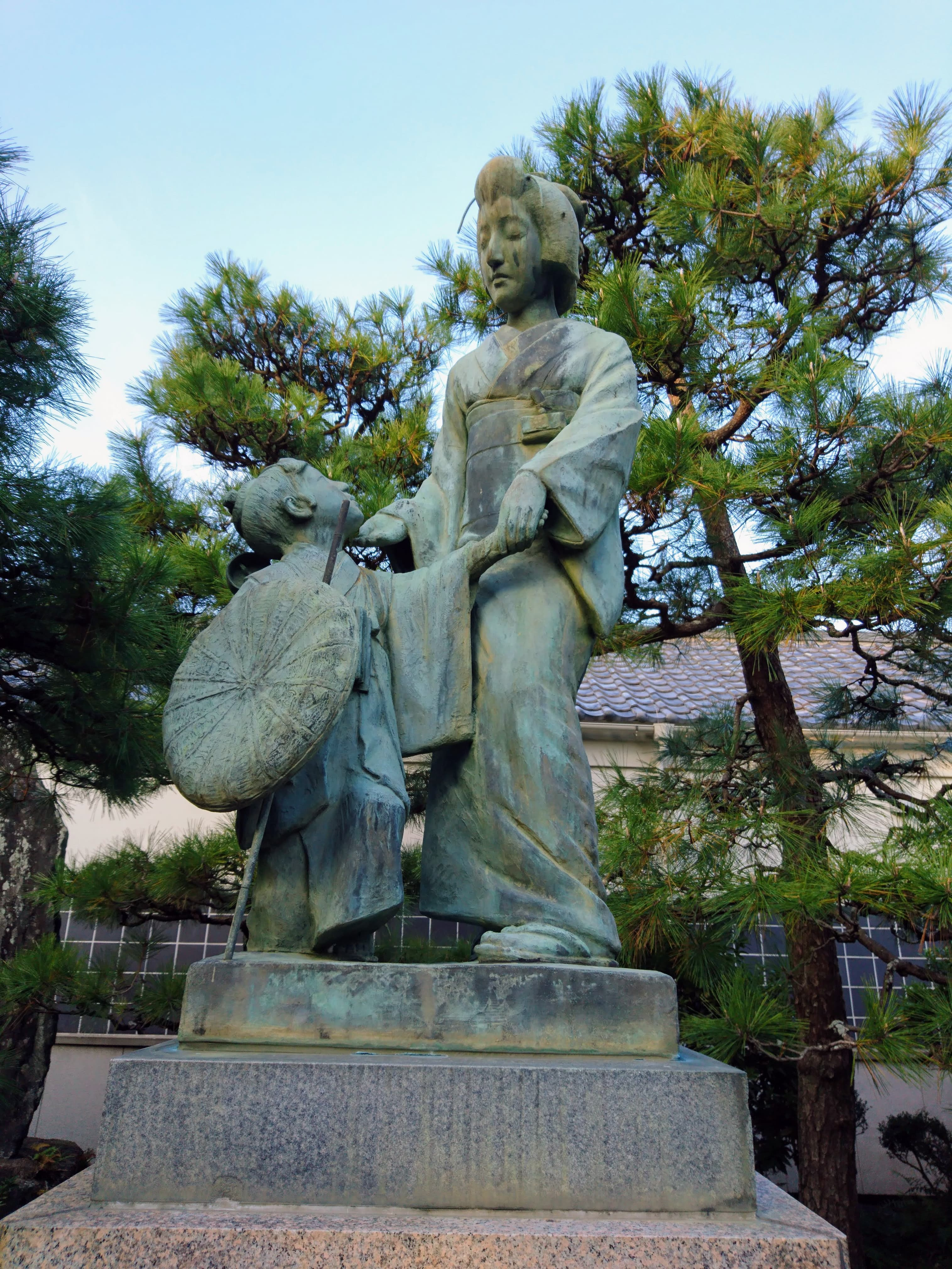

## アクセス
バス
JR徳島駅から徳島バス川内循環線、「阿波十郎兵衛屋敷前」下車 徒歩すぐ。